# Claes Oldenburg

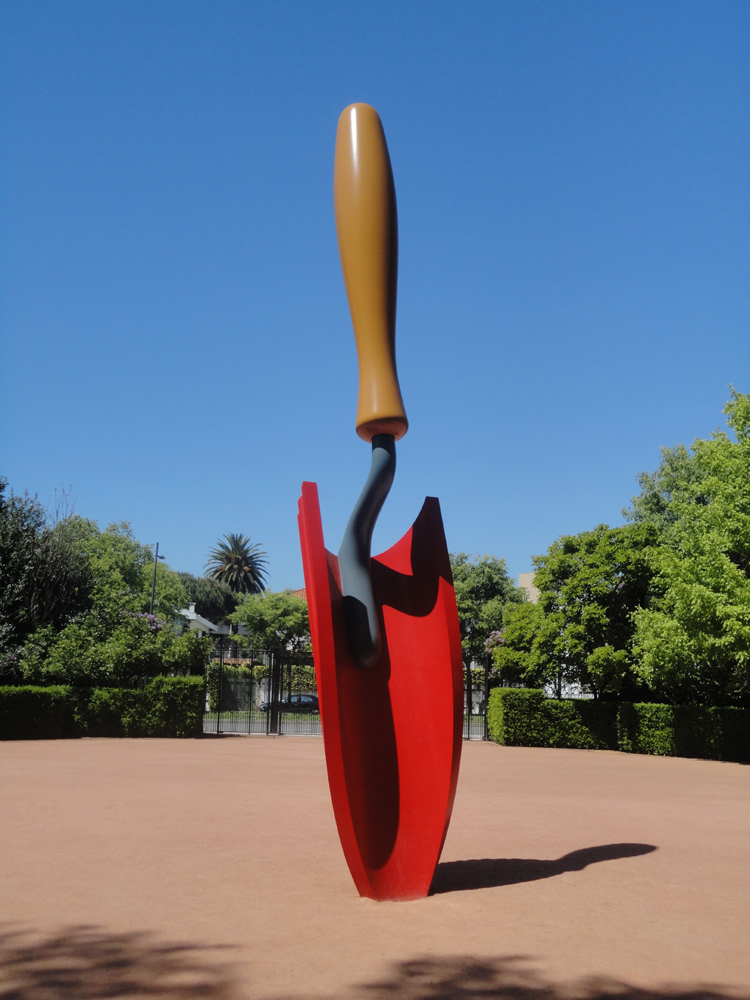
Claes Oldenburg, Plantoir, 2001

Claes Thure Oldenburg (Estocolmo, 28 de janeiro de 1929 – Nova Iorque, 18 de julho de 2022) foi um escultor norte-americano de origem sueca e é, entre Andy Warhol e Roy Lichtenstein, a mais importante figura do Pop Art americano.
Com Oldenburg, desaparece qualquer vestígio de pintura, permanecem apenas as coisas-imagem, ampliadas e exageradas nas cores berrantes, intrometidas demais num espaço que parece roubar a nossa existência. Tais presenças são exageradas pelo vazio, pela nulidade da consciência. Estando a tratar com uma "sociedade de consumo" mas corrente, a comida: está implícito que a "cultura de massa" também é uma espécie de comida.
Para Oldenburg é a comida americana, industrializada e padronizada: os hambúrgueres, os hot-dogs, os ice-creams que são diariamente introduzidos em quantidades industriais, como combustível nos fornos, nos tubos digestivos de milhões de americanos. Os modelos não são sequer essas comidas, mas sua publicidade em cores: claro, na sociedade de consumo primeiro vem a imagem publicitária, depois a coisa.
Oldenburg morreu em 18 de julho de 2022, aos 93 anos de idade, em Manhattan, Nova Iorque.

## Galeria

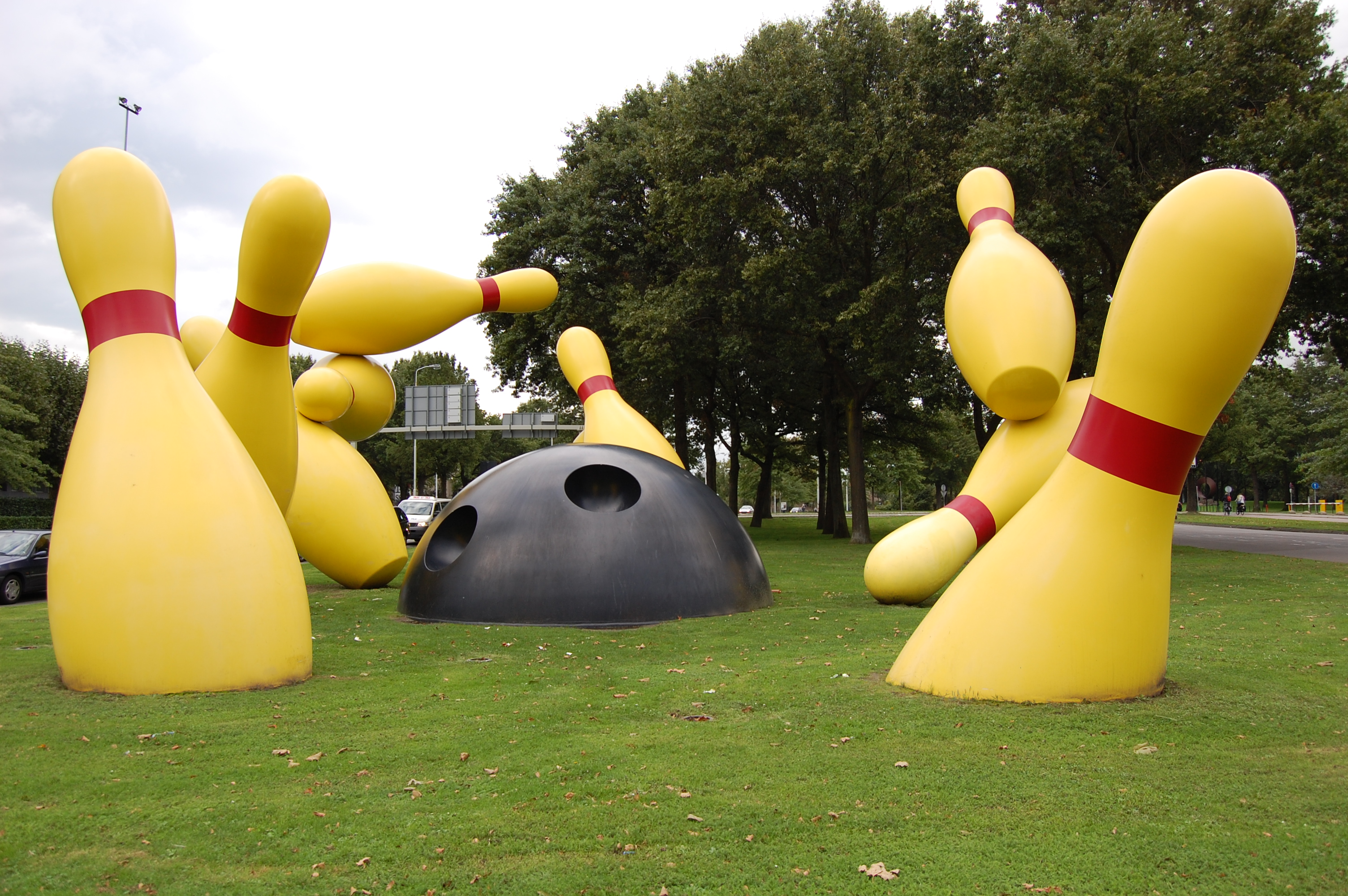
Flying Pins by Claes Oldenburg e Coosje van Bruggen, Eindhoven, Holanda
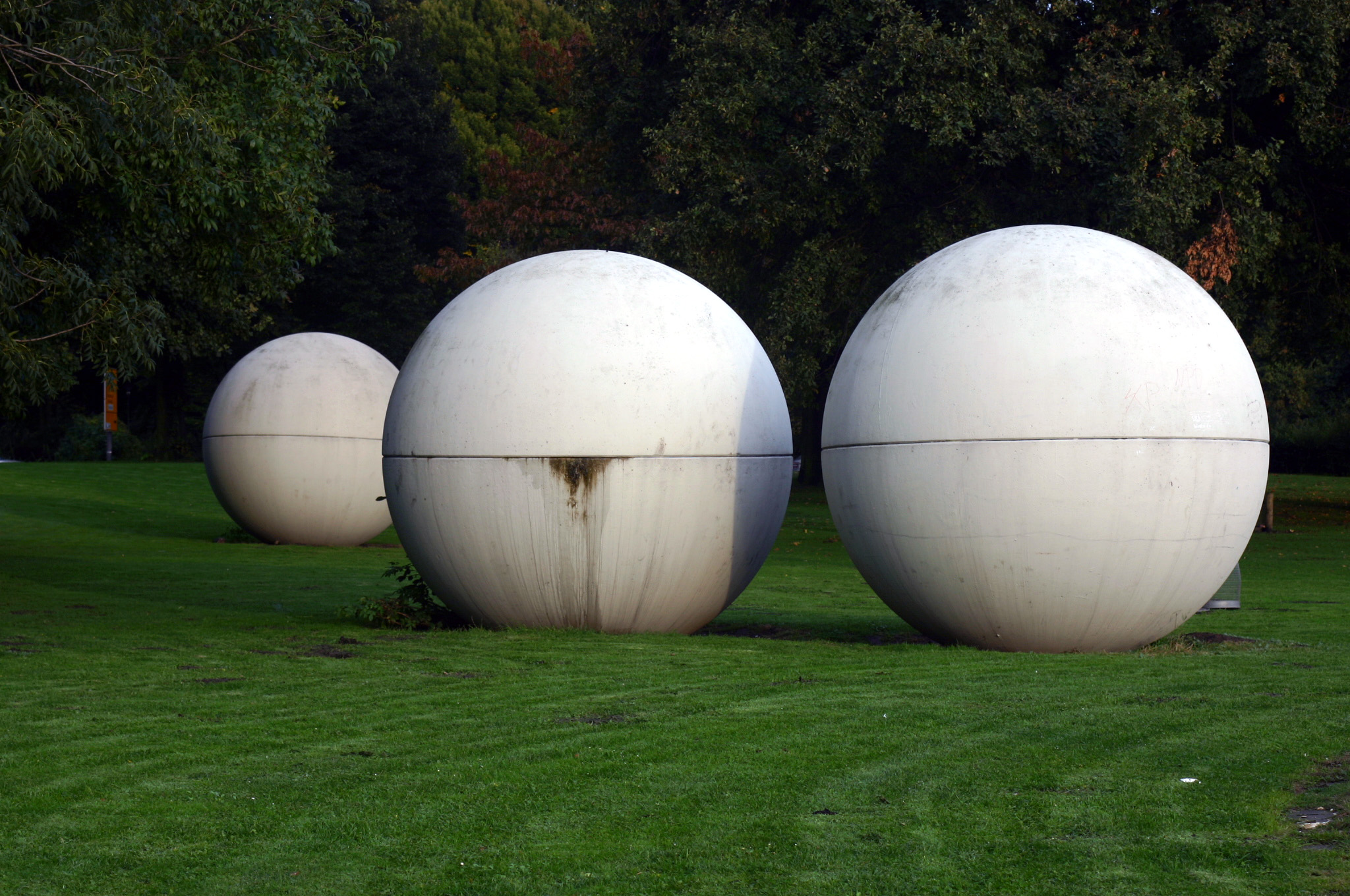
Giant Pool Balls (1977) por Claes Oldenburg e Coosje van Bruggen para Skulptur Projekte Münster, Münster
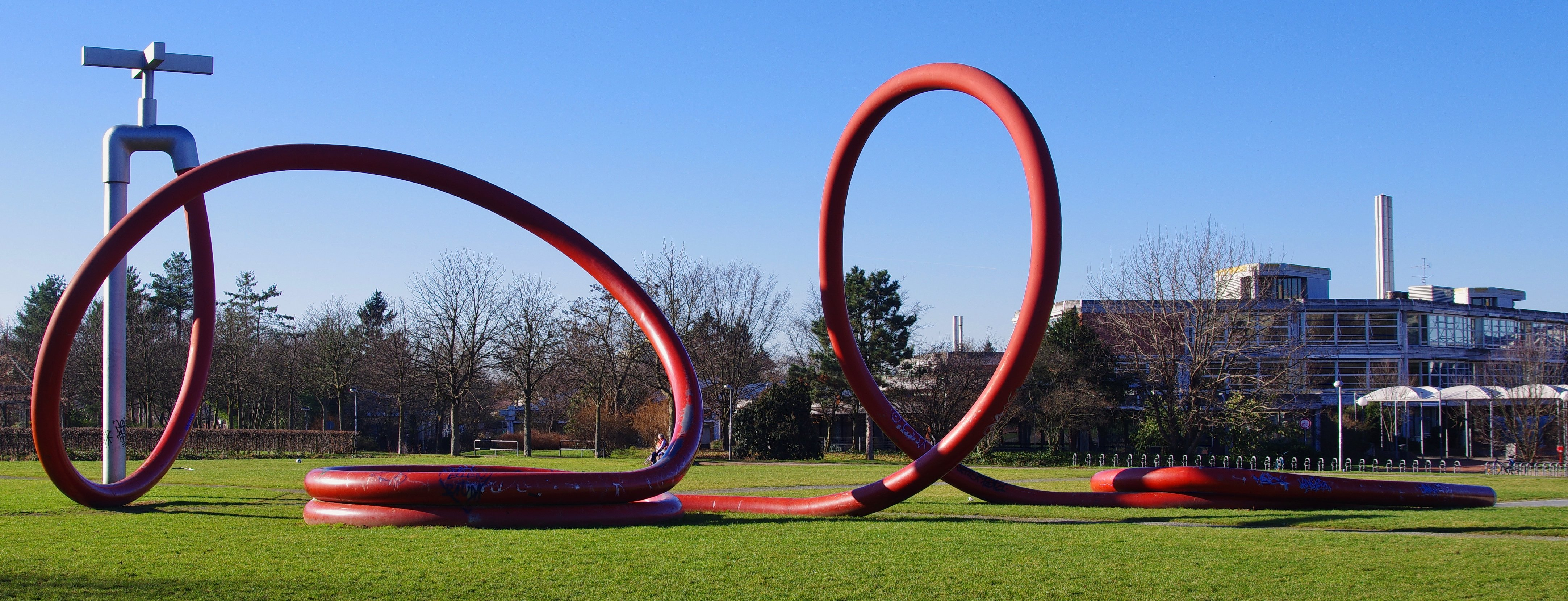
The Garden Hose, Freiburg im Breisgau, Baden-Württemberg, Alemanha
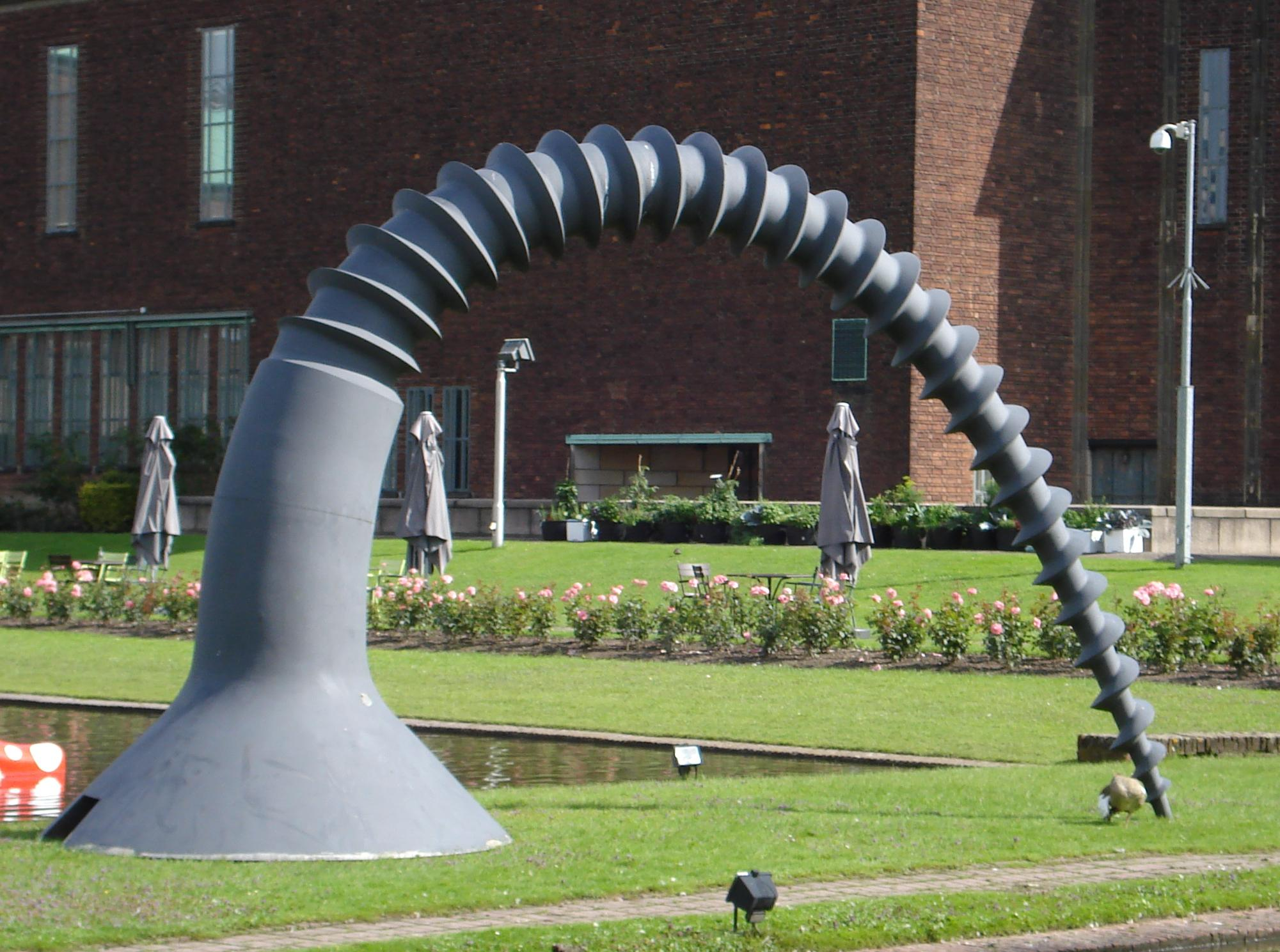
Screw Arch, Museum Boijmans Van Beuningen, Rotterdam, Holanda
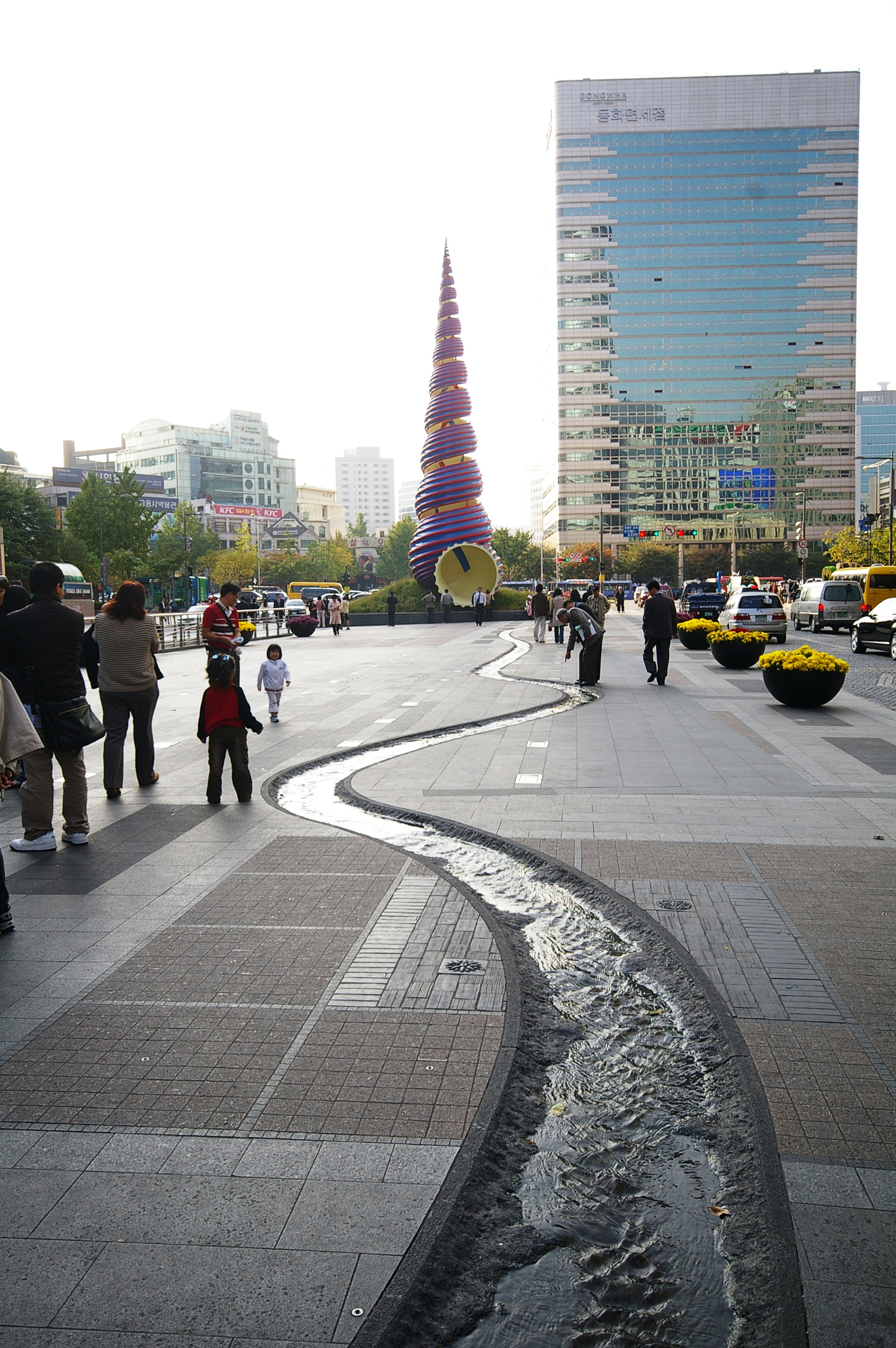
Spring 2006, Coosje van Bruggen and Claes Oldenburg, Cheonggyecheon, Seoul, Coréia
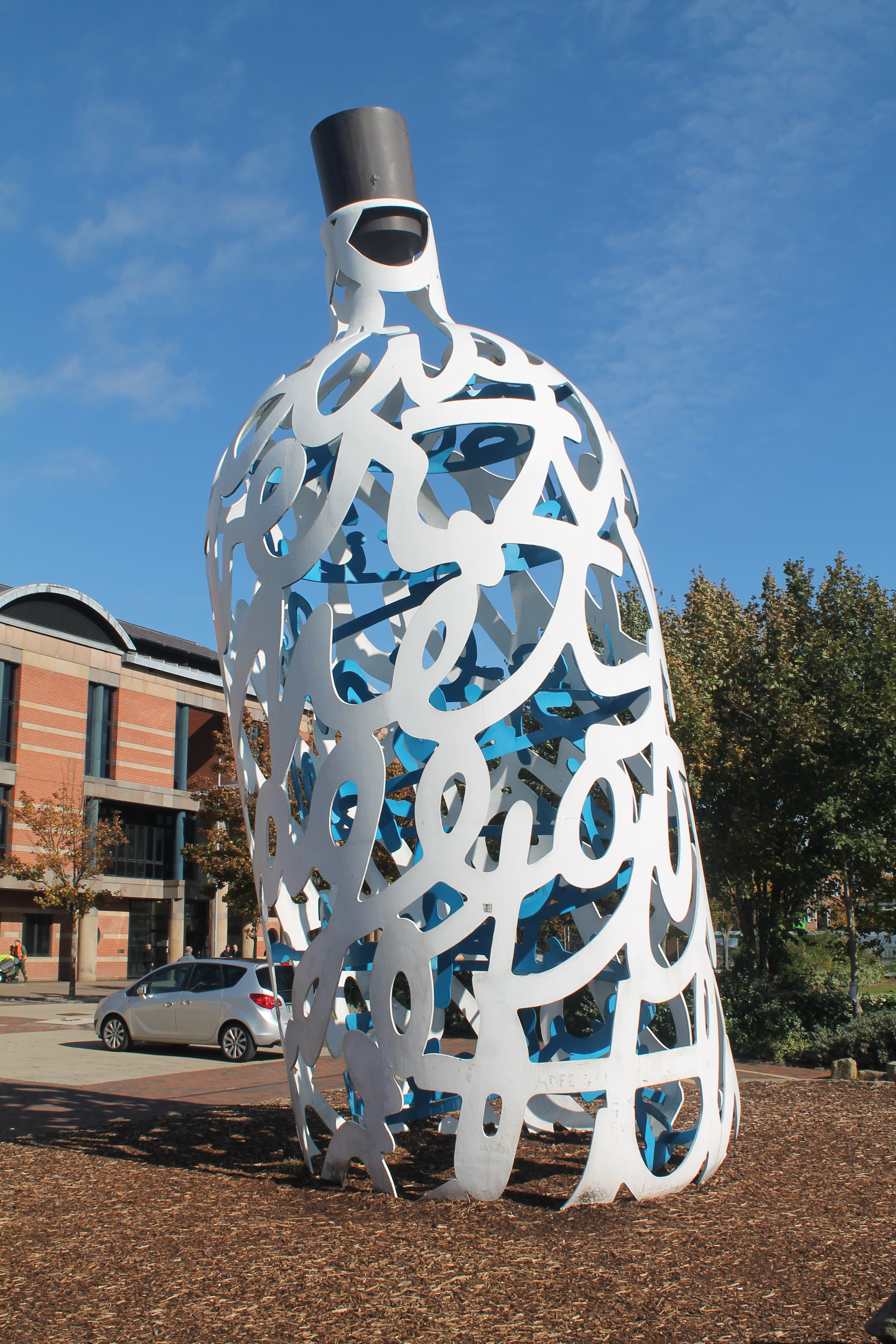
Bottle O' Notes, Middlesbrough, North Yorkshire, Inglaterra, Reino Unido
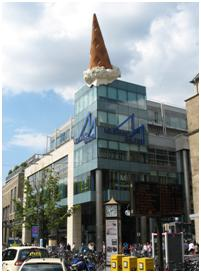
Dropped Cone 2001, Claes Oldenburg e Coosje van Bruggen, Neumarkt area, Colônia, Alemanha
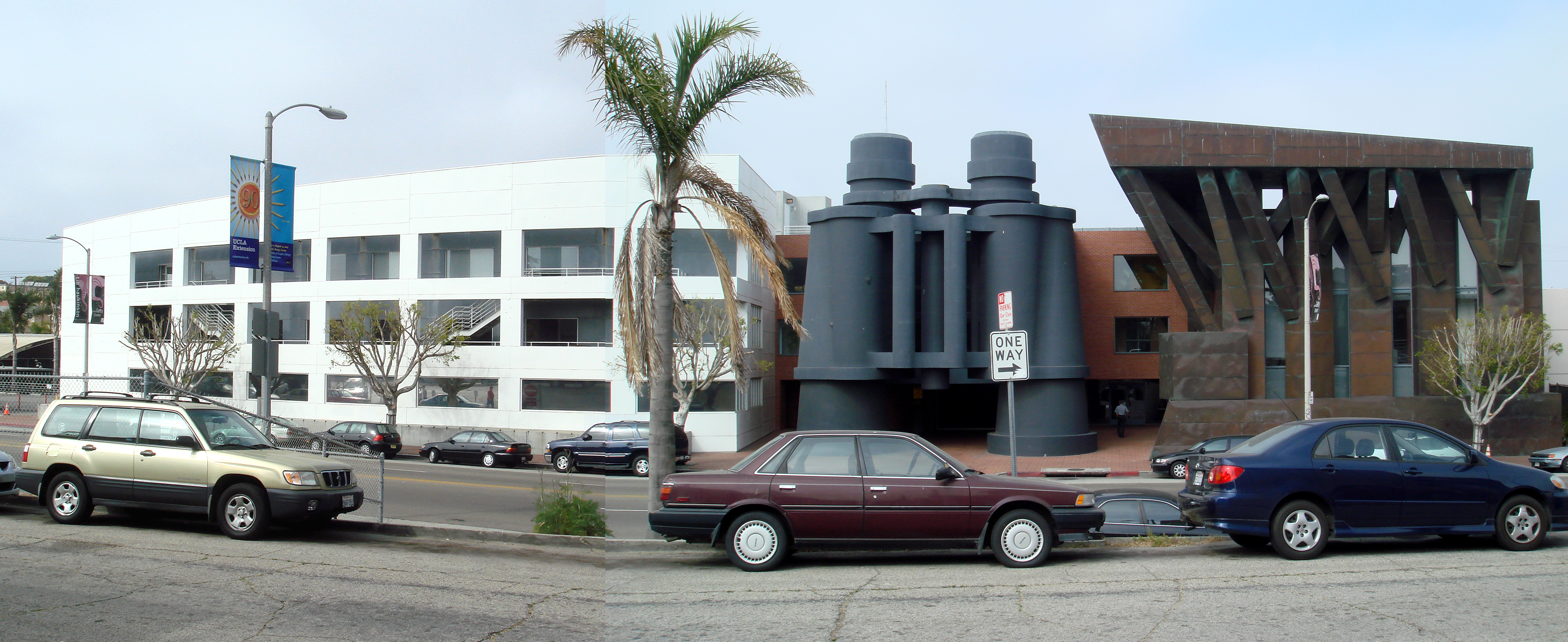
Giant Binoculars, Chiat/Day Building, Veneza, Los Angeles, California, EUA